# Marek Włodarczyk (ur. 1954)
Marek Roman Włodarczyk (ur. 6 października 1954 w Łodzi) – polski aktor telewizyjny, filmowy i teatralny.

## Życiorys

### Rodzina i edukacja
Urodził się w Łodzi. Od dzieciństwa pasjonował się kinem, podglądając filmy przez dziurę w ścianie z salą projekcyjną, która sąsiadowała z jego rodzinnym domem.
W 1977 ukończył studia na Wydziale Aktorskim PWSTiTv w Łodzi. Na studiach zagrał w filmie reklamowym, który nakręcono na Mazurach. Na planie poznał niemieckiego operatora, który zaprosił go do Berlina. W 1977 po raz pierwszy odwiedził Berlin Zachodni.

### Kariera
Zadebiutował na dużym ekranie rolami w filmach: Sowizdrzał świętokrzyski (1978) u boku Beaty Tyszkiewicz i Wesela nie będzie (1978). W 1980 występował w teatrach: Śląskim im. Stanisława Wyspiańskiego w Katowicach i im. Stefana Jaracza w Łodzi. Pojawił się potem w filmie psychologicznym Karabiny (1981) z Ignacym Gogolewskim w roli głównej. Mając trzymiesięczną przerwę w teatrze, pojechał w 1981 do Berlina.
1 stycznia 1982 dostał angaż w Teatrze Narodowym w Warszawie, ale gdy zaczął się stan wojenny, pozostał w Berlinie. Dorabiał przez półtora roku w warsztacie samochodowym jako mechanik. Ostatecznie osiedlił się w Niemczech, gdzie kontynuował aktorską karierę. Grał przede wszystkim w filmach telewizyjnych i serialach. W 1983 zadebiutował w teatrze; przez 10 lat występował na deskach teatrów w Hamburgu, Berlinie i Monachium. Był także wykładowcą na uniwersytecie w Berlinie i Strasburgu, gdzie uczył młodzież sztuki aktorskiej.
Po sukcesie roli komisarza Adama Zawady w serialu TVN Kryminalni (2004–2008) wrócił do Polski. Był uczestnikiem programów rozrywkowych TVN: Taniec z Gwiazdami (2008) i Agent – Gwiazdy (2017).

## Życie prywatne
Jego pierwszą żoną była aktorka Grażyna Dyląg, z którą ma syna Patryka (ur. 1987). Następnie związał się z niemiecką aktorką Karen Friesicke (zm. 25 grudnia 2015), z którą ma dwóch synów, Vincenta i Simona. Zamieszkali w Hamburgu, skąd w 2005 tymczasowo przeprowadzili się do Polski, a w 2007 powrócili do Niemiec. Z Friesicke pozostał w separacji.

## Filmografia

### Filmy fabularne
- 1978: Wesela nie będzie jako Antek
- 1978: Sowizdrzał świętokrzyski
- 1981: Karabiny jako Wojtek
- 1984: Forbidden jako oficer
- 1997: 14 dni dożywocia jako Ramon
- 2000: Erkan & Stefan jako Pitbull Rado
- 2003: Spy Sorge
- 2004: Fräulein Phyllis
- 2011: Los numeros jako prezes loterii
- 2011: Kac Wawa jako policjant
- 2011: Pogromca duchów jako Itmatow
- 2012: Komisarz Blond i Oko sprawiedliwości jako nadinspektor Mścisław Kolski
- 2018: Miłość na Mazurach jako Jerzy Bardoszewski
- 2022: Miłość na pierwszą stronę jako Konstanty Drzewiecki
- 2023: Pokusa jako ojciec Inez
- 2023: Arcydzieło czyli dekalog producenta filmowego jako aktor
- 2024: Sami swoi. Początek jako SS-man

### Filmy krótkometrażowe
- 2003: Kiki i Tiger (Kiki+Tiger) jako Milo, ojciec Tigera

### Filmy TV
- 1993: Schulz & Schulz jako Piotr
- 1995: Im Innern des Bernsteins
- 1996: Landgang für Ringo
- 1996: Tödliche Wende
- 1996: Babuschka jako Boris Tomasow
- 1997: Napoleon Fritz jako Basewitz
- 1998: Tod auf Amrum jako Herr Piontek
- 1998: Vorübergehend verstorben
- 1998: Operacja Noah jako Torben Poliakow
- 1998: Stadion grozy jako Werner
- 1998: Francis
- 1999: Ucieczka ze szklaną kulą jako Loskow
- 1999: Stan Becker – Echte Freunde jako Piotr
- 2000: Eine Handvoll Glück jako Ilie
- 2001: Zwoelfelaeuten jako Oberst
- 2002: Rotlicht – Die Stunde des Jägers jako Gerassim
- 2002: Piekielna noc jako Marek
- 2003: Der Solist – Kuriertag jako Leschov
- 2004: Die Rückkehr des Vaters
- 2006: Kryminalni: Misja śląska jako nadkomisarz Adam Zawada
- 2017: Sprawiedliwi - Wydział Kryminalny. Wszystko się może zdarzyć jako naczelnik Edward Kubis

### Seriale TV
- 1978: Ślad na ziemi – robotnik Potracki (odc. 2 i 6)
- 1986–2000: Tatort (Miejsce zbrodni) – pracownik ze wschodu w kuchni (odc. 185); Hashimi (odc. 334); Magnus (odc. 443)
- 1989–1995: Ein Fall für zwei jako Jerzy Polinsky (odc. 65); Wassili Kurassow (odc. 125)
- 1991: Großstadtrevier – Polak (odc. 25)
- 1993: Harry & Sunny
- 1994: Die Komissarin jako Wadim Gubanow (odc. 7)
- 1994: Die Kommissarin jako Wadim Gubanow (odc. 7)
- 1994–2004: Telefon 110 – Stan (odc. 159); Resident Jatzek (odc. 215); wystąpił także w odcinku 258
- 1995: Schwartz greift ein jako Boris (odc. 24)
- 1995: A.S. – jako Fjodor Bulgakow (odc. 3)
- 1996: Rewir Wolfa jako Tomasz Olezko (odc. 60)
- 1996: Zwei Brüder jako Janosch (odc. 3)
- 1997: Kapitan jako Petrovic (odc. 3)
- 1997: Stefan Frank – lekarz znany i lubiany jako Karol Markowski
- 1997: Die Gang jako Pjotre (odc. 3)
- 1997: Große Freiheit jako Russe (odc. 2)
- 1997: Die Feuerengel jako Piralo (odc. 8)
- 1997: Frauenarzt Dr. Markus Merthin jako Janek (odc. 49)
- 1998: Die Straßen von Berlin jako Bruno Pakleppa (odc. 7)
- 1998: Klaun jako Nakic (odc. 15)
- 1999: Siska jako Milic, trener hokeistów na lodzie (odc. 15)
- 2000: Wzywam doktora Brucknera (odc. 37)
- 2000: Der Alte jako Boris Barejew (odc. 251)
- 2000: Trautmann jako Anatoly Belzin (odc. 1)
- 2000: Dr. Sommerfeld – Neues vom Bülowbogen jako Jerzy (odc. 45)
- 2001: Delta Team – Auftrag geheim! jako Lars Bremer (odc. 9)
- 2001: Dolce Vita & Co! jako Stolinow (odc. 10)
- 2002: Sternenfänger jako Wassili Werchowenski (odc. 17, 18, 20 i 23)
- 2003: K3 – Kripo Hamburg jako Blaovic (odc. 1)
- 2003: Was nicht passt wird passend gemacht jako Ion (odc. 5)
- 2004–2008: Kryminalni jako nadkomisarz (później podinspektor) Adam Zawada
- 2004: SOKO Leipzig jako Thomas Simak (odc. 54)
- 2004: Nachtschicht jako Anwalt (odc. 2)
- 2005: Doppelter Einsatz jako Nesjec (odc. 77)
- 2006: Dzieci wojny jako polski majster (odc. 1)
- 2008: Ojciec Mateusz jako Soroka, dyrektor banku SAN (odc. 3)
- 2008–2009, 2020–2022: BrzydUla jako Józef Cieplak
- 2008: Na Wspólnej jako Adam Zawada (Odc. 1000)
- 2008: Hallo Robbie! jako Josef (Odc. 60)
- 2009: Przystań jako Szymon (odc. 7)
- 2009: Magna Aura jako Morton
- 2010: Jednostka specjalna „Dunaj” jako Paweł Schirkow (odc. 61)
- 2011: Układ warszawski jako Adam Zawada z Kryminalnych (odc. 9)
- 2011: Czas honoru jako Gruppenführer (odc. 52)
- 2012: Prawo Agaty – Lucjan Kamiński (odc. 27)
- 2012: Kobra – oddział specjalny jako Markovic (odc. 238 Gniazdo żmij (Schlangennest))
- 2013: Ojciec Mateusz jako ojciec Pawła (odc. 126)
- 2015–2016: Na dobre i na złe jako Dariusz, ojciec Miłosza (odc. 622, 624, 625)
- 2016: Sprawiedliwi – Wydział Kryminalny jako naczelnik inspektor Edward Kubis